# Bojan Mihajlović (calciatore 1988)
Bojan Mihajlović (in serbo Бојан Михајловић?; Foča, 15 settembre 1988) è un calciatore bosniaco, difensore del Sutjeska Foča.

## Carriera
Ha giocato nella massima serie dei campionati bosniaco, ungherese ed armeno.